# Рязанский завод счётно-аналитических машин
Ряза́нский о́рдена Кра́сной звезды́ заво́д счё́тно-аналити́ческих маши́н (Завод «САМ»)  — старейший завод счётных машин и электроники России. Расположен на улице Маяковского, в Театральном районе города Рязани. Входит в производственное объединение «САМ». Завод был открыт в 1946 году в помещениях промышленной артели «Металлист», где рабочие организации приступили к производству шрифтов для пишущих машинок. Уже через год благодаря продукции завода СССР полностью отказался от импорта шрифтов.
Предприятие выпускало механические суммирующие, вычислительно-алфавитные, контрольно-кассовые, цивропечатающие машины, считывающие устройства и счётчики, кассовые аппараты и печатные машинки. Первоначально, продукция была механической. Затем, с развитием электроники завод был переориентирован на выпуск электронных устройств. «Сам» первым в Советском союзе приступил к выпуску перфоратора для перофоэлектронных карт, В 1975 году предприятием были выпущены первые 300 кассовых аппаратов модели «Ока». Впоследствии, аппараты этой модели стали самой массовым кассовым аппаратом в Советском Союзе.
В 1987 году завод осваивает производство персональных компьютеров марки «Партнёр», к началу 1990 годов было выпущено 25 тысяч аппаратов этой модели.

## История
Решение о создании Рязанского завода кассовых машин (кассовых аппаратов) принималось советским правительством в 1938—1939 годах, однако из-за войны реализация проекта отложена до 1945 года. В 1945 году исполняющим обязанности директора и начальника строительства Рязанского завода счётно-аналитических машин назначается Илья Иванович Костюченок.

### Начало производства

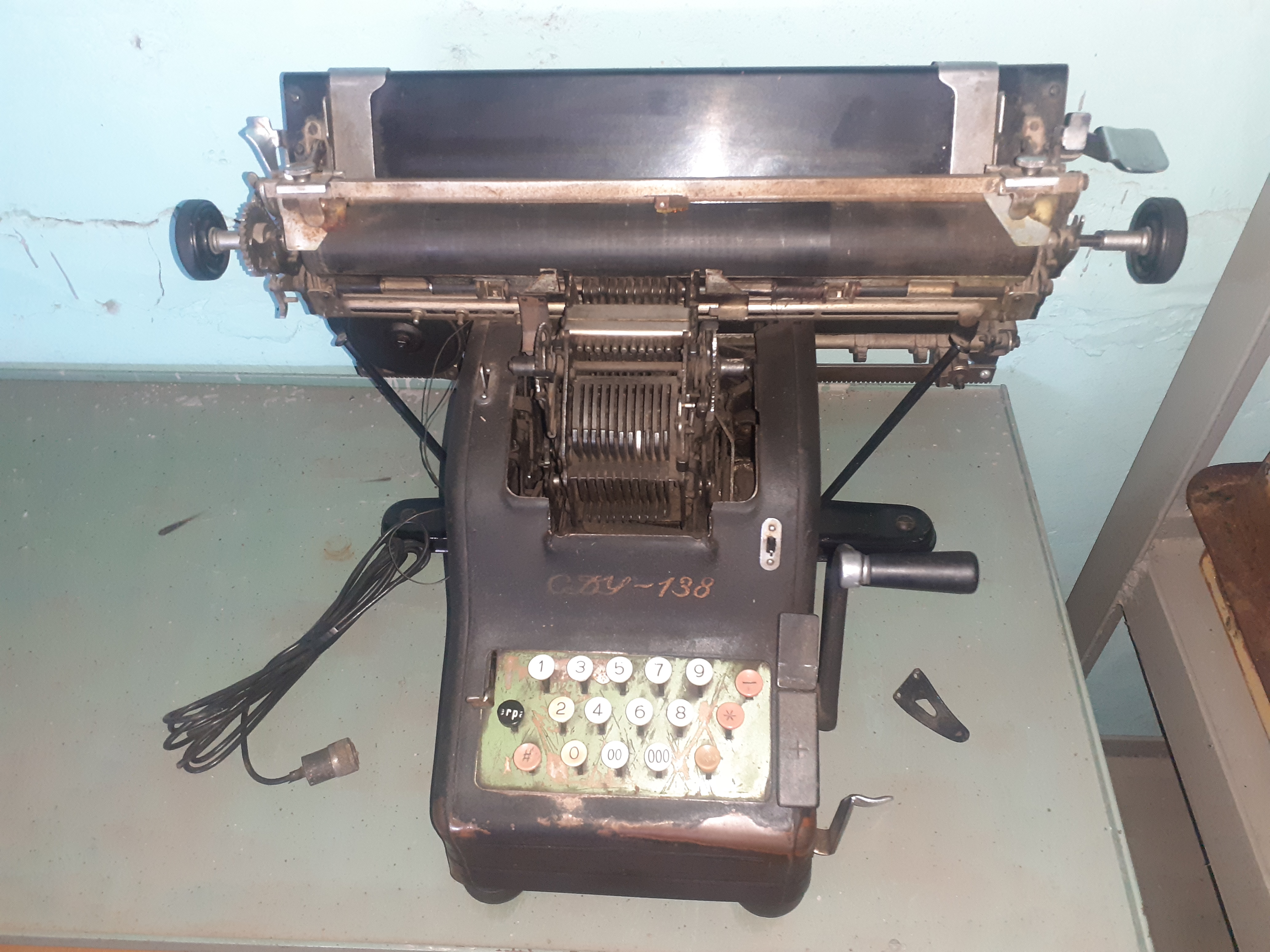
СДУ-138

Первый комплект шрифта для кассовой машины был изготовлен 29 января 1946 года. В 1946 году завод выпустил 25 тысяч комплектов шрифтов для кассовых машин, а в 1947 — уже 80 тысяч комплектов, что позволило СССР отказаться от импорта шрифтов.
В 1948 году из деталей и узлов, вывезенных из Германии, на заводе были собраны первые 48 счётных машин «Архимедос». Это были машины на четыре арифметических действия с электроприводом. В 1951 году успешно прошёл межведомственные испытания опытный образец суммирующей машины.
В 1956 году было выпущено 6225 кассовых аппаратов модели «КИ» и 10 аппаратов односекционных модели «КО». Заводом были выпущены также 7664 суммирующие машины модели «СДУ-138», полмиллиона автоматических замков модели «ЗНА», 77 секций гидроинтеграторов. В 1958 году на заводе была усовершенствована кассовая машина «КИ» и начался выпуск четырёхсчётчиковой машины «КИМ», на основе которой была разработана кассовая машина для ресторанов и кафе «КИР».
В 1969 году были усовершенствованы кассовые машины «КИР», а в 1969 - «КО». В 1967 году на заводе начинается производство модернизированной железнодорожной кассовой машины «КЖ-2», с помощью которой продажа билетов осуществлялась по 18 зонам.

### Переход к электронике
В 1960-е годы на заводе начинается серийное производство первого в СССР перфоратора перфорационных карт, положившего начало вводно-выводным устройствам для электромеханических счётно-вычислительных и электронных вычислительных машин. Электромеханические кассовые машины завода «САМ» в 1970 году по своим техническим характеристикам и качеству достигают уровня машин зарубежных производителей.

### Кассовые аппараты «Ока»

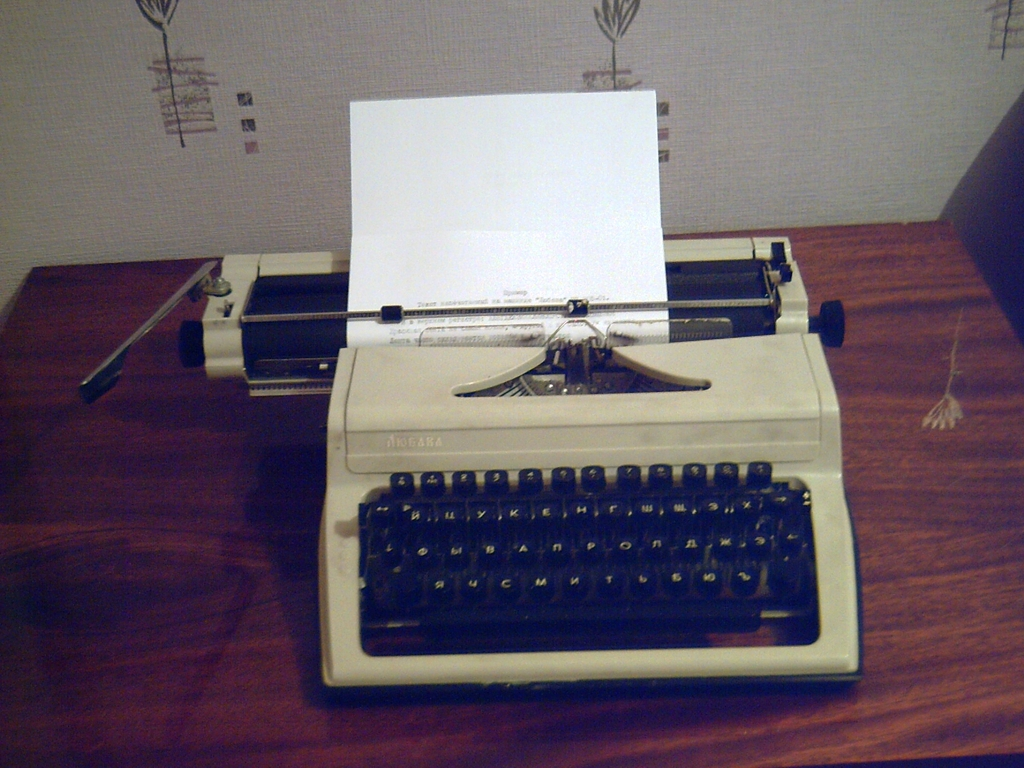
Пишущая машина «Любава»

В 1975 году были собраны первые 300 кассовых машин модели «Ока-4401». По ГОСТ 11476—72 такие аппараты относились к типу Б2С — машины с выводом показаний денежных счётчиков на печать (без просмотра показаний на дисках), учитывали суммы, проведённые через машину и счётчики отделов (в четырёхсчётчиковых машинах),  подсчитывали частный итог стоимости покупки одного покупателя, сдачу, печатали на чеке стоимость отдельных покупок и их общую стоимость, уплаченную покупателем сумму и сдачу, выдавали отчётный чек, печатали контрольную ленту, выводили проведенные операции на индикатор. Машины отвечали  требованиям по расчётно-кассовым операциям в магазинах самообслуживания, а машины со съёмными ключами-клавишами — требования для ресторанов. Производительность машины достигала  9 тысяч циклов за смену. Её масса составляла 38 кг, габариты (в мм): длина — 456, ширина — 355, высота — 435.
Модификации контрольно-кассовых машин «Ока»
- Односчётчиковые: «Ока-1301», «Ока-1401», «Ока-1501»;[5]
- Четырёхсчётчиковые: «Ока-4301», «Ока-4401», «Ока-4501»;
- Для ресторанов: «Ока-4341», «Ока-4441», «Ока-4541».

По итогам 1978 года заводу вручается переходящее Красное Знамя Минприбора и ЦК отраслевого профсоюза. 22 сентября 1979 года на заводе был собран миллионный экземпляр кассовой машины.

### Завод в 1980-е годы
Указом Президиума Верховного Совета СССР от 12 марта 1981 года завод награждён Орденом Ленина и преобразован в Рязанский Ордена Ленина завод счётно-аналитических машин.
В 1983 году началось лицензионное производство портативных механических пишущих машин «Любава» (модели ПП-215-01 и ПП-305-01). Они выпускались из деталей, полностью произведённых на заводе, и стоили в рознице 180 рублей. На Рязанском заводе счётно-аналитических машин создавались считывающие устройства («СУ-I») и фотосчитывающие устройства («ФСУ-I»).

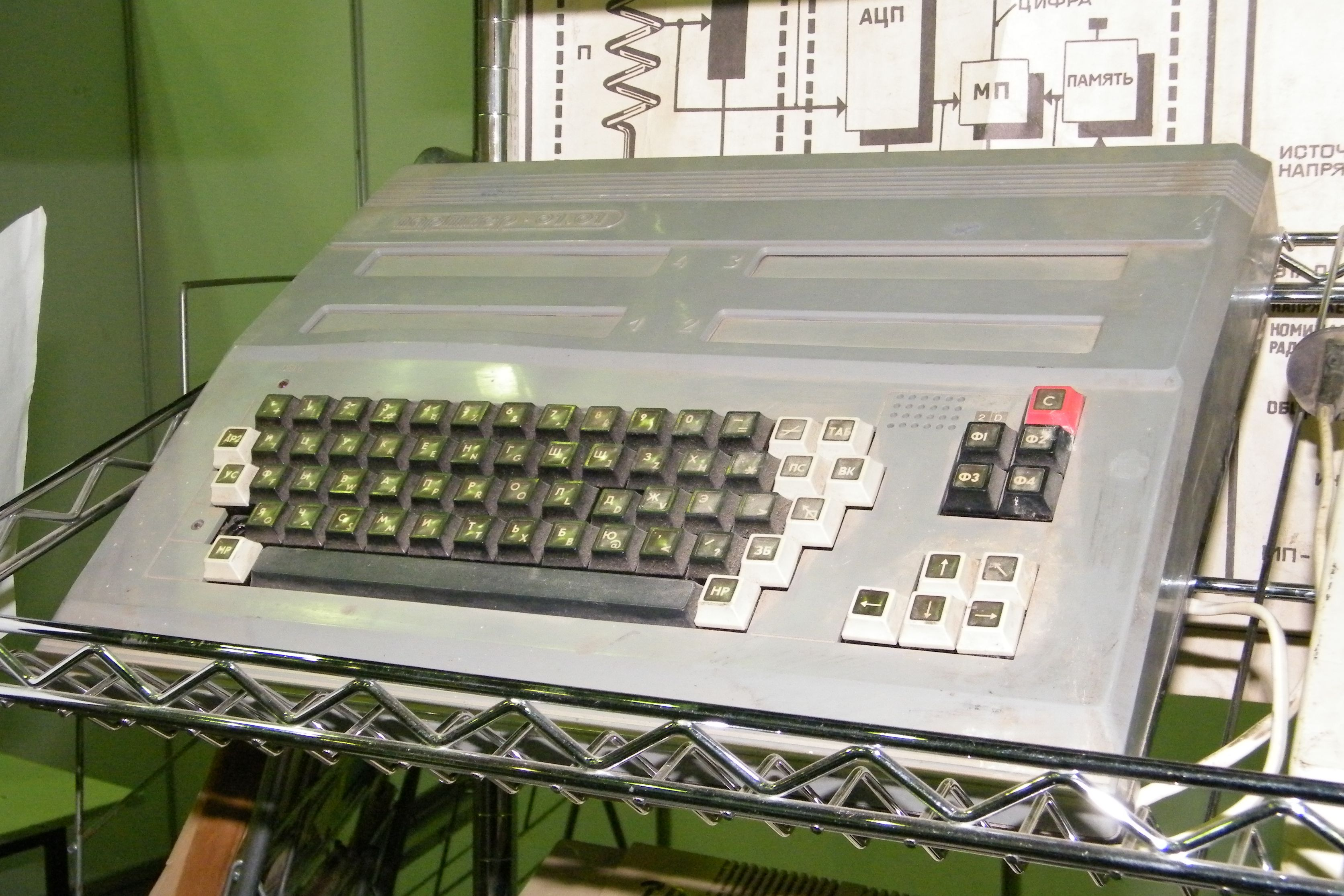
Персональный компьютер «Партнёр 01.01»

В 1987 году на заводе приступили к производству персональных компьютеров марк «Партнёр» на базе процессора КР580ВМ80А. В конце 1990 года Производственным объединением «САМ» был выпущен юбилейный 25-тысячный бытовой компьютер «Партнёр».

### Поиски новых продуктов
Поиск новых продуктов начался с 1992 года. Завод выпускает собственную марку пылесосов и электросчётчиков. Однако основное производство кассовых аппаратов к тому времени практически остановилось. Попытку спасти его в 1993 году предприняла латвийская фирма Ergs, разместившая на заводе заказ на кассовые аппараты, которых в обязательном порядке уже затребовали налоговые службы Латвийской республики.
В 1996 году Производственное объединение «САМ» отмечало полувековой юбилей, переживая глубокий кризис и находясь на грани банкротства. Изменившаяся ситуация на рынке кассовых машин и в стране в целом ясно показала, что продукция предприятия неконкурентоспособна и что предприятие должно развиваться по нескольким направлениям, чтобы иметь некоторую независимость от влияния факторов рынка. Перед специалистами была поставлена задача разработать врезной замок, рассчитанный на массового потребителя. В 1996 году завод выпускает первые замки модели «ЗВД2-01» и «ЗВК2-01». К 2000 году было освоено производство 15 новых модификаций замков.

## Завод сегодня
Рязанский завод счётно-аналитических машин за годы своего существования производил кассовые, счётные, печатающие, пишущие и электронно-вычислительные машины. Выпуск продукции в 1990-е годы уменьшился во много раз, накопились долги, и в 1999 году началась масштабная реструктуризация завода, в результате которой были отделены производства, а также предпринята попытка создать новые предприятия. Большинство зданий и корпусов завода-гиганта пустуют практически с развала СССР. Сегодня производственное объединение «ПРО САМ», созданная в результате приватизации и реструктуризации на базе одного из подразделений объединения «САМ», является производителем современных кассовых машин марки «Ока» (старый бренд, известен ещё со времён СССР) и «Атрон» (новая серия кассовых машин).
Согласно  ответа   Прокуратуры  Октябрьского  райоона  города  Рязани,  РПО  "САМ"  в 2003  году,  ликвидирован.
С 2009 года на базе некоторых цехов бывшего завода-гиганта существует новое предприятие «Бордер», занимающееся производством сувальдных, цилиндровых и дисковых замков и дверной фурнитуры под брендами «BORDER» и «САМ».